# Cryptocarya saligna
Cryptocarya saligna är en lagerväxtart som beskrevs av Carl Christian Mez. Cryptocarya saligna ingår i släktet Cryptocarya och familjen lagerväxter. Inga underarter finns listade i Catalogue of Life.